# Jaume Fàbregas i Baquè
Jaume Fàbregas i Baquè (Barcelona, 1922 - 26 d'agost de 1999) fou un sacerdot català.
Fou ordenat sacerdot el 1948. Entre 1975 i 1993 fou professor de llatí eclesiàstic a la Facultat de Teologia de Catalunya. Se'l coneix, però, per la seva feina de traductor de textos llatins, especialment en tres àmbits: des de la Comissió Interdiocesana per a la traducció dels textos litúrgics al català, que presidí des del 1966 substituint a Quirze Estop i Puig; com a membre del comité d'edició de la col·lecció Clàssics del Cristianisme, per dirigia Sebastià Janeras i Vilaró, i on va traduir obres de Tertul·lià o de sant Jeroni, així com bona part dels Escrits de bisbes catalans del primer mil·lenni i els Textos cartoixans primitius. Finalment per a la Fundació Bernat Metge va traduir tots quatre volums dels sermons de sant Pere Crisòleg, i també (juntament amb Alexandre Olivar i Daydi com a coautor) és el responsable del volum La veu dels Pares de l'Església en la Litúrgia de les Hores.

## Obres
Entre les obres que va editar i traduir destaquen les següents:
- Pacià de Barcelona, Sant. Jaume Fàbregas i Baqué (traducció, versió i notes). Exhortació a la penitència i Tractat sobre el baptisme.  Barcelona: Facultat de Teologia de Barcelona. Secció Sant Pacià, 1981 (Testimonis litúrgics ; 6). ISBN 8460023680. OCLC 802422261.
- Fàbregas i Baqué, Jaume; Olivar i Daydi, Alexandre. La veu dels Pares de l'Església en la Litúrgia de les hores : Els autors de les lliçons segones dels Oficis de Lectura.  Barcelona: Regina, 1981. OCLC 865321808.
- Cebrià de Cartago, Sant. Jaume Fàbregas i Baqué (introducció, versió i notes). L'oració del Senyor.  Barcelona: Facultat de Teologia de Barcelona. Secció Sant Pacià, 1983 (Testimonis litúrgics ; 8). OCLC 804542069.
- Pere Crisòleg, Sant. Alexandre Olivar i Daydi (text crític revisat i introducció). Sermons. Traducció: Jaume Fàbregas i Baqué.  Barcelona: Fundació Bernat Metge, 1985- (Fundació Bernat Metge ; 233, 247, 266, 287, 318, 323). ISBN 8472253155. OCLC 802485990.